# Schlumberger
Schlumberger Limited er en multinational oliefeltservicevirksomhed, som er verdens største offshore borevirksomhed. Schlumberger har medarbejdere med mere end 140 nationaliteter, som arbejder i mere end 120 lande. Virksomheden har fire primære hovedkontorer i Paris, Houston, London og Haag.
Schlumberger er registret i Willemstad, Curaçao som Schlumberger N.V. Virksomheden er børsnoteret på New York Stock Exchange, Euronext Paris, London Stock Exchange og SIX Swiss Exchange.